# شهر انتقام (فیلم)
شهر انتقام (به هندی: Badlapur) فیلمی است محصول سال ۲۰۱۵ و به کارگردانی سریرام راگاوان است. در این فیلم بازیگرانی همچون وارون دهاوان، نوازالدین صدیقی، هما قریشی، یامی گوتام، دیویا دوتا، ذاکر حسین ایفای نقش کرده‌اند.